# الفلاحين (رواية قصيرة)
الفلاحون "Peasants" (بالروسية: Мужики، بالرومانية: Muzhiki) هي رواية قصيرة نُشرت في عام 1897 وكتبها أنطون تشيخوف، أصبحت بعد نشرها حدثاً أدبياً في تلك السنة وأثارت جدلاً (حتى أن ليو تولستوي المعجب بتشيخوف وصفها بأنها"جريمة ضد الشعب" ولكن في التقدير اللاحق تُعتبر أحد روائع تشيخوف.
تم نشر الرواية لأول مرة في العدد الذي صدر في أبريل 1897 من مجلة "روسكايا ميسل وبعد إجراء بعض التعديلات وإضافة بعض الأجزاء في الفصل التاسع تم نشرها كنسخة منفصلة، أولاً عن طريق دار نشر أليكسي سوفورين ثم (أيضًا في نفس العام) كجزء من الكتاب المسمى "الفلاحون وحياتي"، بعد إجراء بعض التعديلات البسيطة الأخرى فقد قام تشيخوف بتضمينها في المجلد التاسع من أعماله المجمعة التي نشرها أدولف ماركس في الفترة من 1899 إلى 1901.
تم تأسيس قصة الرواية على أساس تجربة تشيخوف لمدة خمس سنوات في ميليخوفو، في رسالة مؤرخة 2 أبريل أبلغ شقيقه ألكساندر قائلاً: "في العدد الذي سيصدر في أبريل 1897 من مجلة 'روسكايا ميسل'، ستظهر الرواية القصيرة التي أصففيها الحريق الذي اندلع في ميليخوفو عندما قمت بزيارة المكان في عام 1895." كان تشيخوف ينهي القصة في ذلك الوقت حيث كان يشارك بنشاط في تنظيم التعداد العام للسكان الروسي في ميليخوفو وفي تلك الأيام غمر نفسه تمامًا في حياة الفلاحين المحليين.
تعود أول إشارة إلى "الفلاحون" إلى 1 يناير 1897 عندما كتب تشيخوف إلى إيلينا شافروفا من ميليخوفو قائلاً: "أنا مشغول حتى الحلقة: أكتب وامحي، أكتب وامحي مرة أخرى..." لا يُعرف متى بدأ بكتابة الرواية بالضبط ولكنها اكتملت بحلول نهاية فبراير 1897. في 1 مارس، كتب إلى ألكسي سوفورين قائلاً: "ماذا عن هذا الحظ السيئ؟ لقد كتبت قصة عن حياة الفلاحين ولكن قالوا لي إنها لن تمر عبر رقابة الصحافة ويجب تقليص نصفها" تم إرسال القصة إلى "روسكايا ميسل" في منتصف مارس؛ بين 15 و 18، وفقًا لرسالتين من تشيخوف إلى فيكتور جولتسيف
في 2 أبريل، تم تقديم عدد من مجلة "روسكايا ميسل" الذي تم إرساله بالفعل للطباعة إلى المراقب ف. سوكولوف لمراجعة كتب في تقريره: "في الجزء الأول من العدد الذي سيصدر في أبريل من "روسكايا ميسل"، يوجد قصة بعنوان "الفلاحون" لأ. ب. تشيخوف تتطلب اهتمامًا خاصًا، يتم فيها وصف حياة الفلاحين في القرى بألوان قاتمة للغاية، يعملون طوال الصيف في الحقول من الصباح حتى وقت متأخر من الليل هم وأفراد عائلاتهم، ومع ذلك فهم غير قادرين على تخزين الخبز حتى لنصف عام، يكادون يموتون جوعًا بسبب ذلك، بالرغم من هذا إلا أن معظمهم يشترون الكحول بكميات كبيرة، ولهذا فهم مستعدون للتخلي عن كل شيء حتى آخر قطعة ملابس لديهم،يتفاقم عجزهم بسبب الأعباء الضريبية الهائلة التي لا يمكن لعائلات الفلاحين تحملها. إن اللعنة الحقيقية لهؤلاء الفلاحين أو بالأحرى عائلاتهم هي جهلهم التام، وفقًا للكاتب فإن غالبية الموجيكسلا يؤمنون بالله ولا يستمعون للدين، يتوق الفلاحون للنور والمعرفة لكنهم غير قادرين على العثور على الطريق إليهم بمفردهم لأن القليل جدًا منهم يجيدون القراءة أو الكتابة. يبدو أن معظمهم غير مدركين لمفهوم القراءة وحدها."
وصل المراقب إلى استنتاج أنه وفقًا للكاتب فقد أصبحت أوضاع الفلاحين أسوأ بكثير الآن مما كانت عليه في زمن العبيد، ففي تلك الأوقات على الأقل كانوا يتلقون الطعام بينما الآن ما يقوم به السلطات فقط هو سلبهم ومعاقبتهم. أرسل سوكولوف تقريرًا ثانيًا إلى لجنة الرقابة في موسكو ووصل إلى نفس الاستنتاجات ونتيجة لذلك تم سحب الصفحة 123 بأكملها(التي تحتوي على جزء من الفصل التاسع) من العدد الصادر في أبريل من مجلة "روسكايا ميسل"، تمكن سوفورين في العام نفسه من نشر القصة كإصدار منفصل مع استعادة الفصل التاسع حتى وإن كانت بنسخة معدلة بشكل بسيط.
في وقت لاحق، طلب مترجم تشيخوف الفرنسي دينيس روش من الكاتب إرسال النسخة الكاملة وغير المراقبة للقصة، في رسالة مؤرخة في 24 يناير كتب تشيخوف إلى فيودور باتيوشكوف قائلاً: "يطلب مني روش أن أرسل له ذلك الجزء المقصوص من قبل الرقابة ولكن لم يتم قص أي جزء، يوجد فصل واحد لم يجد طريقه إما إلى المجلة أو إلى الكتاب ولكن لا حاجة لإرسال هذا الفصل إلى باريس" ولم يتم تحديد هذا الفصل المذكور أبدًا، نُشرت القصة باللغة الفرنسية في سبتمبر 1897 في مجلة"كوانزين" الأسبوعية وفي عام 1901 تم نشرها كإصدار منفصل في باريس برسومات للفنان إيليا ريبين، قدم ريبين الرسومات الأصلية لتشيخوف الذي قدمها كهبة لمكتبة مدينة تاغانروغ في 10 أبريل 1901 .
قرر نيكولاي تشيكيلدييف، الذي كان في السابق نادلًا في مطعم في موسكو والآن رجل مريض جدًا مغادرة المدينة ومعه زوجته الشابة والودودة أولغا وابنتهما ساشا ويتوجهون إلى قرية جوكوفو وهي قريته الأصلية، تصيبهم الصدمة من الحالة المروعة للمكان ولكن يتعين عليهم الاستقرار في هذا العالم المظلم والخطير المليء بالفقر والقذارة والجهل والشر والعنف، تتفاقم الأمور من سيء إلى أسوأ حيث يدمر حريق منزلاً في القرية في إحدى المرات (وسط الشهود العاجزين وطالب زائر يتولى دور رجل إطفاء وحيد)، يأتي مفتش الشرطة في وقت لاحق لجمع المستحقات من القرويين وحجز سمّاور من منزل تشيكيلدييف، يموت في النهاية نيكولاي (أو بالأحرى يتعرض للقتل بسبب الاختصاص الطبي السيء) وتذهب الأم والابنة وهما تكاد تكونان سعيدتين الآن لترك كل ذلك الرعب وراءهما إلى موسكو متسولتين المال على طول الطريق.
يعتبر مؤرخو الأدب الروسي "الفلاحون" مع منظره الواسع والواقعي المروع لحياة المجتمع الريفي الروسي من الطبقة المنخفضة حدثًا مفتاحيًا في الأدب الروسي خلال العقد 1890، كتب نيكولاي ليكين في رسالة مؤرخة 29 أبريل 1897: "انتهيت للتو من قراءة روايتك "الفلاحون". ما أجملها! قرأتها في وقت متأخر من المساء دفعة واحدة ولم أتمكن من النوم بعد ذلك لفترة طويلة"، كتب الممثل والمؤلف الدرامي ألكسندر يوجين في مايو 1897: "روايتك "الفلاحون" هي أعظم عمل أدبي في العالم على مدى سنوات عديدة على الأقل بالنسبة لنا الروس حيث لا يوجد أي نغمة زائفة أو مملة؛ كل شيء هو حقيقة مأساوية [مرسومة] بقوة ساحرة  كما لو أنك لست كاتبًا بل الطبيعة نفسها"، في رسالة مؤرخة في مايو 1897 فقد كتب فلاديميرنيميروفيتش-دانتشينكو: "لقد قرأت رواية "الفلاحون" بتوتر عقلي هائل بناءً على ردود الفعل من هنا وهناك فإنه لم يكن لديك نجاح كهذا منذ فترة طويلة جدًا".
ومع ذلك كانت الثناءات بعيدة عن الإجماع، فقد أشار ليو تولستوي الذي كان يشعر بالود لتشيخوف الكاتب ولكنه يميل إلى تثالُب "الأسس" البطريقية للمجتمع الريفي الروسي يشعر بالإهانة العميقة، في مذكراته لعام 1900 نقل فيكتور ميروليوبوف عبارة تولستوي التالية: "رواية "الفلاحون" خطيئة ضد الشعب إنه لا يعرف الرجل الروسي".أصبح تشيخوف عضوًا في اتحاد دعم الكتاب الروس في عام 1898  ولكنه فشل تمامًا في اجتياز مرحلة التصويت بسبب ردود الفعل العدائية تجاه رواية"الفلاحون" وفقًا لما ذكره ألكسي سوفورين في مذكراته لأبريل 1898. تلقت الرواية آراء سلبية بشدة من نوفوستي إي بيرجيفاياغازيتا (1897، العدد 118، 1 مايو، بقلم سكريبا)، وسانكت-بيتربورغسكي فيدوموستي (1897، العدد 114، 29 أبريل، ن. لادوجسكي)، وموسكوفسكي فيدومستي (1897، العدد 114، 29 أبريل، ك. ميدفيدسكي).
بالرغم من ذلك فقد أصبحت الرواية حدثًا أدبيًا رئيسيًا في أواخر القرن التاسع عشر، كتب مراجع "Severny Vestnik" المجهول في العدد رقم 6 لعام 1897: "من الصعب أن نتذكر عملًا أدبيًا يحظى بنجاح مدهش ومستحق بالقدر الذي حققه"الفلاحون" لتشيخوف، إذا كنا نبحث عن مقارنات فسيتعين علينا العودة إلى الأوقات التي تم فيها إصدار رواية جديدة لتولستوي أو دوستويفسكي".
نُشرت مراجعات عن الرواية في المجلات والصحف الرئيسية،على الرغم من أن معظمها كان سطحيًا وتركز بشكل رئيسي على إعادة سرد القصة وفقًا لسيرة الكاتبة روديونوفا ومن بين الأمثلة الملحوظة كانت مقالة مفيدة للناقد ميخائيل مينشيكوف في العدد رقم 5 لشهر مايو من عام 1897 من مجلة "كنيجكي نديلي" (كتب الأسبوع)، اعتبر الكاتب أن قصة تشيخوف هي خطوة هائلة في علم الشعب وربما تعتبر أهم علم على الإطلاق، قال الكاتب: "في هذا العمل يكمن الأهمية الاجتماعية لهذه القطعة الفنية البارعة"، جاءت المراجعات الإيجابية أيضًا من إيغناتي بوتابينكو (باسم "فينجال") في "نوفوي فريميا" وأنجلبوغدانوفيتش في "مير بوجي" وإيرونيم ياسينسكي في "بيرجيفيي فيدوموستي".
ألهمت الرواية المشتعلة مناقشة ساخنة بين بيوتر ستروف الكاتب في "نوفوي فريميا" ونيكولاي ميخايلوفسكي (روسكويبوغاتستفو)، أشاد ستروف بالرواية لما رأاه كـ "إدانة للتوعية المثبتة للأخلاق" للنارودنيكس، انتقد ميخايلوفسكي تشيخوفلإيلاء الكثير من الاهتمام للتفاصيل والاهتمام القليل بـ "وجهات النظر الأيديولوجية الواضحة".
1. 1 2 3 4 5 6 7 8  روديونوفا، ف.م. التعليقات على "الفلاحون". أعمال أ. ب. تشيخوف في 12 مجلدًا. خودوزستفيننايا ليتيراتورا. موسكو، 1960. المجلد 8، صفحات 524-529.
2. ↑  نيفا. 1911. ص. 483.
3. ↑  التراث الأدبي، 68، أكاديمية العلوم السوفياتية، موسكو، 1960، ص. 519
4. ↑  يوميات A.S. سوفوفينا. موسكو-بتروغراد، 1923، ص. 179
5. ↑  "الوقت الجديد، 1897، العدد 7594، 20 أبريل، تحت اسم مستعار يدعى فينغال."
6. ↑  "سلام الله، 1897، العدد 6، مايو، و 1898، العدد 1، يناير."
7. ↑  "بيرجيفي فيدوموستي، 1897، العدد 119، 3 مايو."

- Мужики (رجال) ، النص الروسي الأصلي
- Peasants (الفلاحين), ترجمتان إنجليزيتان